# 岡崎村 (愛知県)
岡崎村（おかざきむら）は、かつて愛知県額田郡にあった村である。
現在の岡崎市の岡崎駅周辺、及びその南部に該当する。
額田郡岡崎町（後の岡崎市）は、岡崎村が町制施行した町ではなく、それぞれ独立した自治体であり、両自治体は隣接していた。

## 沿革
- 江戸時代末期、この地域は岡崎藩領、寺社領であった。
- 1889年（明治22年）10月1日 - 柱村、戸崎村、若松村、羽根村、針崎村が合併し、岡崎村となる。
- 1928年（昭和3年）9月1日 - 岡崎市に編入される。

## 学校
- 岡崎村立岡崎尋常高等小学校（現・岡崎市立岡崎小学校）

## 交通機関
- 鉄道省東海道本線
  - 岡崎駅
- 三河鉄道岡崎市内線
  - 戸崎駅・戸崎口駅・地蔵堂駅・北羽根駅・岡崎駅前駅
- 愛知電気鉄道西尾線
  - 岡崎新駅

岡崎市に編入され後に開業した、名古屋鉄道岡崎市内線の柱町駅、東若松駅、西若松駅も、旧・岡崎村に該当する。

## 神社・仏閣
- 綿積神社
- 御鍬神社